# Lasioglossum luteipes
Lasioglossum luteipes là một loài Hymenoptera trong họ Halictidae. Loài này được Friese mô tả khoa học năm 1909.

## Hình ảnh

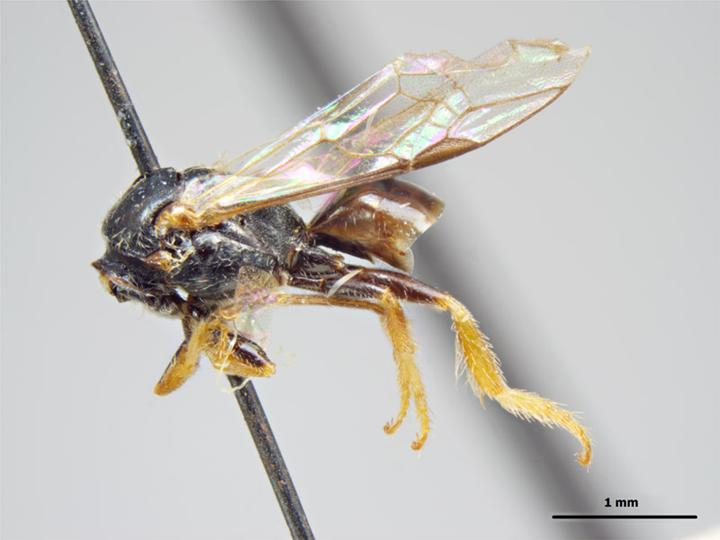